# Schefflera glaziovii
Schefflera glaziovii är en araliaväxtart som först beskrevs av Paul Hermann Wilhelm Taubert, och fick sitt nu gällande namn av David Gamman Frodin och Pedro Fiaschi. Schefflera glaziovii ingår i släktet Schefflera och familjen araliaväxter. Inga underarter finns listade.